# Zarumilla (província)
Zarumilla é uma província do Peru localizada na região de  Tumbes. Sua capital é a cidade de Zarumilla.

## Distritos da província
- Aguas Verdes
- Matapalo
- Papayal
- Zarumilla